# 中央军委训练管理部政治工作局
中央军委训练管理部政治工作局，位于北京市，是中央军事委员会训练管理部下属局，负责该部政治工作。

## 沿革
在深化国防和军队改革中，2016年1月组建中央军事委员会训练管理部。中央军委训练管理部新设中央军委训练管理部政治工作局。田晓蔚出任该局第一任主任。副主任有李铁生等人。

## 机构设置
- 组织纪检处[3]

……

## 历任主任
| 中央军委训练管理部政治工作局主任 1. 田晓蔚 少将（2016年—） | 中央军委训练管理部政治工作局副主任 - 李信光（2016年—） - 李铁生（2016年—） |